# Todd Perry
Pour les articles homonymes, voir Perry.
Todd Perry, né le 17 mars 1976 à Adélaïde est un joueur de tennis australien, professionnel de 1998 à 2009.
Il a principalement joué en double, remportant 6 titres ATP et atteignant 11 autres finales. Il a atteint les quarts de finale de l'Open d'Australie, du tournoi de Wimbledon et de l'US Open. Son partenaire le plus fréquent est Simon Aspelin.

## Palmarès

### Titres en double messieurs
| No | Date       | Nom et lieu du tournoi                          | Catégorie   | Dotation  | Surface         | Partenaire     | Finalistes                    | Score             |          |
| -- | ---------- | ----------------------------------------------- | ----------- | --------- | --------------- | -------------- | ----------------------------- | ----------------- | -------- |
| 1  | 08-09-2003 | Brasil Open Costa do Sauípe                     | Int' Series | 355 000 $ | Dur (ext.)      | Thomas Shimada | Scott Humphries Mark Merklein | 6-2, 6-4          | Parcours |
| 2  | 31-01-2005 | Millennium Tennis Championships Delray Beach    | Int' Series | 355 000 $ | Dur (ext.)      | Simon Aspelin  | Jordan Kerr Jim Thomas        | 6-3, 6-3          | Parcours |
| 3  | 14-02-2005 | Regions Morgan Keegan Championships Memphis     | Series Gold | 665 000 $ | Dur (int.)      | Simon Aspelin  | Bob Bryan Mike Bryan          | 6-4, 6-4          | Parcours |
| 4  | 23-10-2006 | St. Petersburg Open Saint-Pétersbourg           | Int' Series | 975 000 $ | Moquette (int.) | Simon Aspelin  | Julian Knowle Jürgen Melzer   | 6-1, 7-63         | Parcours |
| 5  | 01-01-2007 | Next Generation Adelaide International Adélaïde | Int' Series | 411 000 $ | Dur (ext.)      | Wesley Moodie  | Novak Djokovic Radek Štěpánek | 6-4, 3-6, [15-13] | Parcours |
| 6  | 09-04-2007 | Open de Tenis Comunidad Valenciana Valence      | Int' Series | 391 000 $ | Terre (ext.)    | Wesley Moodie  | Yves Allegro Sebastián Prieto | 7-5, 7-5          | Parcours |

### Finales en double messieurs
| No | Date       | Nom et lieu du tournoi                | Catégorie   | Dotation  | Surface         | Vainqueurs                       | Partenaire      | Score            |          |
| -- | ---------- | ------------------------------------- | ----------- | --------- | --------------- | -------------------------------- | --------------- | ---------------- | -------- |
| 1  | 21-07-2003 | Croatia Open Umag                     | Int' Series | 375 000 $ | Terre (ext.)    | Álex López Morón Rafael Nadal    | Thomas Shimada  | 6-1, 6-3         | Parcours |
| 2  | 05-07-2004 | Synsam Swedish Open Båstad            | Int' Series | 355 000 $ | Terre (ext.)    | Mahesh Bhupathi Jonas Björkman   | Simon Aspelin   | 4-6, 7-62, 7-66  | Parcours |
| 3  | 12-07-2004 | MercedesCup Stuttgart                 | Series Gold | 590 000 $ | Terre (ext.)    | Jiří Novák Radek Štěpánek        | Simon Aspelin   | 6-2, 6-4         | Parcours |
| 4  | 03-01-2005 | Next Generation Hardcourt Adélaïde    | Int' Series | 394 000 $ | Dur (ext.)      | Xavier Malisse Olivier Rochus    | Simon Aspelin   | 7-65, 6-4        | Parcours |
| 5  | 10-01-2005 | Heineken Open Auckland                | Int' Series | 401 000 $ | Dur (ext.)      | Yves Allegro Michael Kohlmann    | Simon Aspelin   | 6-4, 7-64        | Parcours |
| 6  | 13-06-2005 | The 10tele.com Open Nottingham        | Int' Series | 355 000 $ | Gazon (ext.)    | Jonathan Erlich Andy Ram         | Simon Aspelin   | 4-6, 6-3, 7-5    | Parcours |
| 7  | 18-07-2005 | RCA Championships Indianapolis        | Int' Series | 575 000 $ | Dur (ext.)      | Paul Hanley Graydon Oliver       | Simon Aspelin   | 6-2, 3-1, ab.    | Parcours |
| 8  | 03-10-2005 | AIG Japan Open Championships Tokyo    | Series Gold | 665 000 $ | Dur (ext.)      | Satoshi Iwabuchi Takao Suzuki    | Simon Aspelin   | 5-43, 5-413      | Parcours |
| 9  | 09-01-2006 | Heineken Open Auckland                | Int' Series | 405 000 $ | Dur (ext.)      | Andrei Pavel Rogier Wassen       | Simon Aspelin   | 6-3, 5-7, [10-4] | Parcours |
| 10 | 22-10-2007 | St. Petersburg Open Saint-Pétersbourg | Int' Series | 975 000 $ | Moquette (int.) | Daniel Nestor Nenad Zimonjić     | Jürgen Melzer   | 6-1, 7-63        | Parcours |
| 11 | 19-05-2008 | Grand-Prix Hassan II Casablanca       | Int' Series | 349 000 € | Terre (ext.)    | Albert Montañés Santiago Ventura | James Cerretani | 6-1, 6-2         | Parcours |

## Parcours dans les tournois duGrand Chelem

### En simple
| Année | Open d'Australie | Open d'Australie | Internationaux de France | Internationaux de France | Wimbledon | Wimbledon | US Open | US Open |
| ----- | ---------------- | ---------------- | ------------------------ | ------------------------ | --------- | --------- | ------- | ------- |
| 2001  | 1er tour (1/64)  | M. Mirnyi        | —                        | —                        | —         | —         | —       | —       |

N.B. : à droite du résultat se trouve le nom de l'ultime adversaire.

### En double
| Année | Open d'Australie            | Open d'Australie          | Internationaux de France   | Internationaux de France  | Wimbledon                      | Wimbledon              | US Open                     | US Open                |
| ----- | --------------------------- | ------------------------- | -------------------------- | ------------------------- | ------------------------------ | ---------------------- | --------------------------- | ---------------------- |
| 2000  | 1er tour (1/32) T. Crichton | P. Kilderry G. Silcock    | —                          | —                         | —                              | —                      | —                           | —                      |
| 2001  | 1er tour (1/32) S. Huss     | J. Björkman T. Woodbridge | —                          | —                         | —                              | —                      | —                           | —                      |
| 2002  | 2e tour (1/16) D. Petrovic  | B. Bryan M. Bryan         | 2e tour (1/16) T. Crichton | P. Haarhuis I. Kafelnikov | 1er tour (1/32) M.-K. Goellner | D. Prinosil D. Rikl    | 1er tour (1/32) T. Crichton | W. Black K. Ullyett    |
| 2003  | —                           | —                         | —                          | —                         | 1er tour (1/32) T. Shimada     | J. Kerr S. Prieto      | 2e tour (1/16) O. Rochus    | L. Arnold Ker M. Hood  |
| 2004  | 1er tour (1/32) T. Shimada  | M. García S. Prieto       | 2e tour (1/16) K. Kučera   | M. Bhupathi M. Mirnyi     | 1/4 de finale S. Aspelin       | W. Arthurs P. Hanley   | 1/8 de finale S. Aspelin    | F. López F. Verdasco   |
| 2005  | 1/8 de finale S. Aspelin    | J. Björkman M. Mirnyi     | 1/8 de finale S. Aspelin   | W. Arthurs P. Hanley      | 1er tour (1/32) S. Aspelin     | D. Hrbatý M. Mertiňák  | 1/4 de finale S. Aspelin    | P. Goldstein J. Thomas |
| 2006  | 1/4 de finale S. Aspelin    | P. Hanley K. Ullyett      | 2e tour (1/16) S. Aspelin  | A. Martín P. Starace      | 1/4 de finale S. Aspelin       | M. Knowles D. Nestor   | 2e tour (1/16) S. Aspelin   | A. Fisher T. Phillips  |
| 2007  | 1/8 de finale W. Moodie     | B. Bryan M. Bryan         | 1er tour (1/32) W. Moodie  | J. Benneteau N. Mahut     | 1/8 de finale W. Moodie        | M. Knowles D. Nestor   | 1er tour (1/32) J. Levinský | M. Mertiňák P. Pála    |
| 2008  | 1er tour (1/32) J. Kerr     | M. Damm P. Vízner         | 2e tour (1/16) P. Hanley   | B. Bryan M. Bryan         | 1er tour (1/32) P. Hanley      | J. Björkman K. Ullyett | —                           | —                      |

N.B. : le nom du ou de la partenaire se trouve sous le résultat ; le nom des ultimes adversaires se trouve à droite.

### En double mixte
N.B. : le nom de la partenaire se trouve sous le résultat ; le nom des ultimes adversaires se trouve à droite.